# Али, Сабахаттин
Сабахатти́н Али́ (тур. Sabahattin Ali, 25 февраля 1907 — 2 апреля 1948) — турецкий писатель и поэт, педагог.

## Биография
Сабахаттин Али родился в 1907 году в Османской империи. Вырос в небогатой семье кадрового офицера, колесившего по стране из одного гарнизона в другой (отец рано умер), поэтому мальчик часто менял место жительства.
Получил хорошее образование, окончил педагогическое училище в Стамбуле и стал учителем в городе Йозгат. С 1928 по 1930 годы учился на филологическом факультете Берлинского университета, но затем вынужден был покинуть Германию из-за скандала, вызванного ссорой с немецким студентом-нацистом, оскорбительно отозвавшимся о турецком народе.
Два года, проведённые в столице Германии, значительно пополнили его знания и познакомили его с европейской литературой, в том числе с русской. Вернувшись на родину, он преподавал немецкий язык в школах Айдына, Коньи и Анкары.
В 1932 году был осуждён за оскорбление Ататюрка в одном из стихов и приговорён к одному году тюремного заключения, в 1933 году помилован. После выхода из тюрьмы по требованию министра образования Юсуфа Баюра написал поэму восхваляющую Ататюрка. После этого возобновил преподавание.
За критику правительства и идеологии турецкого национализма подвергался неоднократным арестам и преследованию. Одним из наиболее ярых критиков Сабахаттина Али был его бывший друг Нихаль Атсыз. В 1944 году он написал открытое письмо премьер-министру Шюкрю Сараджоглу, в котором обвинил Сабахаттина Али в работе на СССР и назвал «врагом страны». Несмотря на то, что после этого по распоряжению министра образования Хасана Юджеля Атсыз был отдан под суд, Сабахаттин Али подвергся нападению сторонников Нихаля, закидавших его камнями.
В 1944 году писатель был вынужден покинуть Анкару, бросить работу и друзей, а затем перебраться в Стамбул. В 1948 году, в очередной раз выйдя из тюрьмы, он решил покинуть родную страну. Однако человек, которому он доверился в этом деле, выдал его полиции, когда он пытался пересечь границу Турции с Болгарией, и он был убит — по одной версии, при пересечении границы, по другой версии, во время допроса.

## Творчество
Первая проба пера Сабахаттина Али относится к 1926 году, когда он начинает писать стихи и прозу. Первый короткий рассказ был опубликован В 1930 году в журнале «Resimli Ay», предисловие к нему написал Назым Хикмет. У Сабахаттина Али было много друзей разных взглядов, среди них был в том числе и пантюркист Нихаль Атсыз.
Все его рассказы и романы так или иначе затрагивают острые социальные проблемы, характерные для Турции в 1930—1940-е годы. Герои его рассказов — бедняки, с трудом зарабатывающие на корку хлеба и притесняемые богачами и полицией, а также люди, нашедшие в себе мужество пойти против существующего режима и бороться за свободу и лучшую долю для своего народа (рассказы «Враги», «Волк и ягнёнок» и другие). С 1946 года Сабахаттин Али был редактором турецкой политическо-сатирической газеты «Марко-паша».
Произведения Сабахаттина Али быстро встретили неприятие со стороны официальных турецких властей. Писатель подвергался преследованиям, в 1933 году был арестован за критику режима Ататюрка в одном из своих стихотворений, но вскоре выпущен из тюрьмы. Во время Второй мировой войны его книги запрещались и публично сжигались. Последний сборник рассказов Сабахаттина Али «Стеклянный дворец», вышедший в 1947 году, за год до гибели писателя, был сразу же запрещён цензурой и конфискован.

## Личная жизнь
В 1935 году женился на Алие-ханым, в 1937 году у них родилась дочь Филиз.

## Произведения

### Сборники рассказов
- Мельница / Değirmen (1935)
- Арба / Kağnı (1936)
- Голос / Ses (1937)
- Новый свет / Yeni Dünya (1943)
- Стеклянный дворец / Sırça Köşk (1947)

### Романы
- Юсуф из Куюджака / Kuyucaklı Yusuf (1937)
- Дьявол внутри нас / İçimizdeki Şeytan (1940)
- Мадонна в меховом манто / Kürk Mantolu Madonna (1943)

### Сборники стихотворений
- Горы и ветер / Dağlar ve Rüzgâr (1934, второе издание в 1943)